# Eremogone graminea
Eremogone graminea är en nejlikväxtart som först beskrevs av Carl Anton von Meyer, och fick sitt nu gällande namn av Carl Anton von Meyer, Fisch. och Mey. Eremogone graminea ingår i släktet Eremogone och familjen nejlikväxter. Inga underarter finns listade i Catalogue of Life.